# Miss Saigon
Miss Saigon je muzikál pocházející z dílny autorů Claude-Michaela Schönberga, Alaina Boublila a Richarda Maltbyho ml., kteří spolu již dříve vytvořili muzikál Les Misérables (Bídníci).
První inscenace se uskutečnila 20. července 1989 v Theatre Royal v Londýně. Premiéra na Broadwayi se odehrála 11. dubna 1991 v Broadway Theatre.
Jde o novodobé zpracování příběhu o Madame Butterfly. Děj se odehrává v letech 1975–1978 v Saigonu, Atlantě a Bangkoku. Americký voják Chris se setkává s mladičkou dívkou Kim, která se do něj zamiluje. Chris se však vrací do Ameriky a neví, že s ním Kim čeká dítě. O tři roky později se – již šťastně ženatý – s Kim setkává v Bangkoku. Když Kim zjistí, že na ni Chris zapomněl, spáchá sebevraždu.
V České republice měl tento muzikál premiéru 8. prosince 2004 v GoJa Music Hall. Režie se ujal Petr Novotný. V hlavních rolích vystupují Jiří Korn, Iveta Bartošová, Tomáš Savka, Karel Černoch, Magda Malá, Roman Vojtek, Lucia Šoralová, Kateřina Brožová, Tomáš Trapl, David Uličník a další.